# Benigny Chmura
Benigny Chmura OFMConv. (ur. 20 sierpnia 1848 w Brzezinach, zm. 30 marca 1935 w Sanoku) – polski franciszkanin konwentualny, prezbiter, prowincjał.

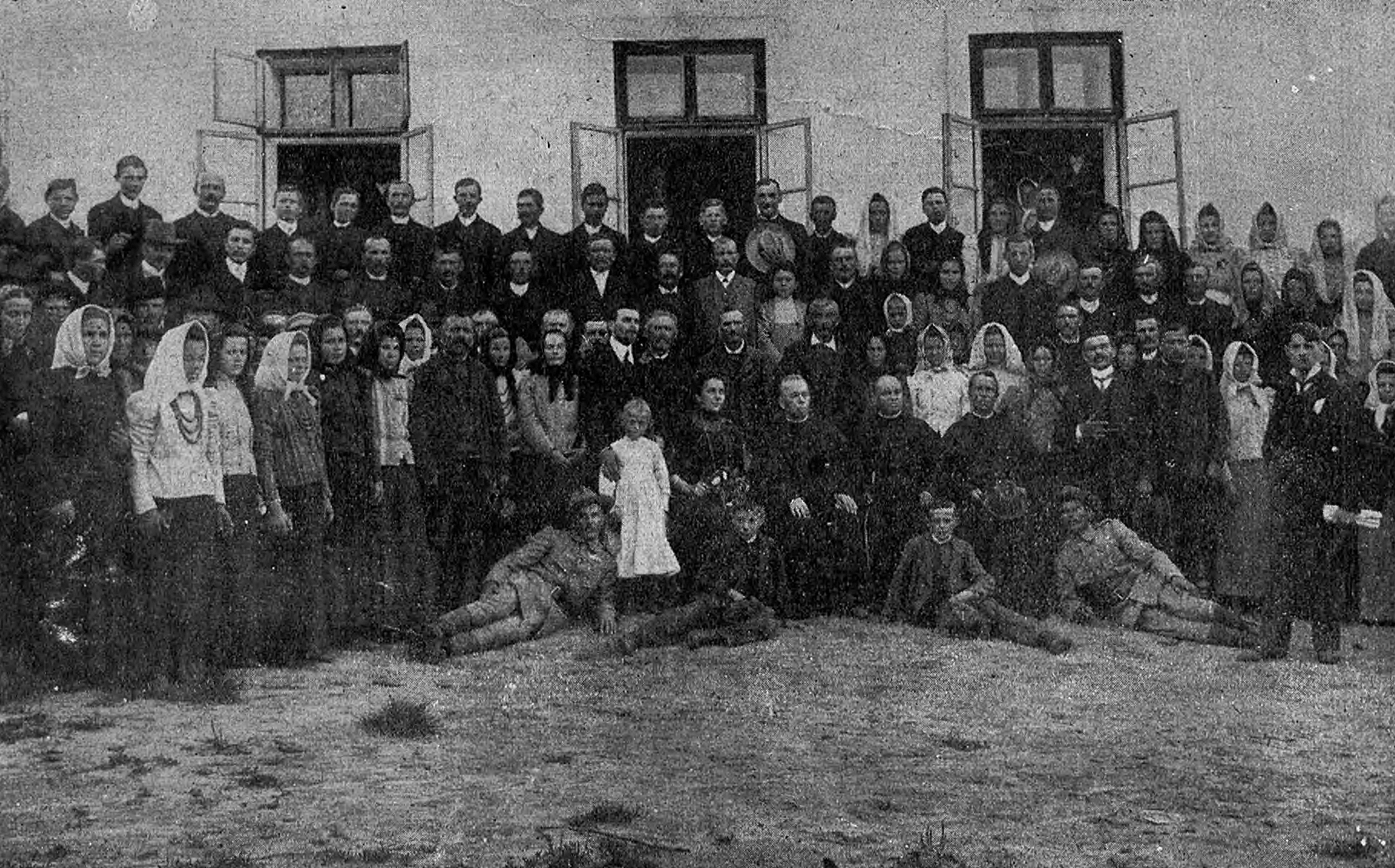
Uroczyste pożegnanie o. Chmury w Czyszkach (lipiec 1914)

## Życiorys
Urodził się 20 sierpnia 1848 w Brzezinach. Wstąpił do zakonu franciszkanów (Zakon Braci Mniejszych Konwentualnych), a 15 maja 1872 otrzymał sakrament święceń kapłańskich. Był zakonnikiem w klasztorze w Kalwarii Pacławskiej, gdzie przez trzynaście lat pełnił funkcje komisarza, administratora parafii i gwardiana, wybierany ponownie w 1889, w 1892). W tym czasie był inicjatorem koronacji tamtejszego obrazu Matki Bożej Kalwaryjskiej, co nastąpiło 14 sierpnia 1882. Jednocześnie był wówczas administratorem ex currendo w Rybotyczach. Od 1892 do 1898 piastował stanowisko gwardiana w kościele franciszkanów w Przemyślu. Następnie sprawował urząd prowincjała (przełożonego) prowincji Galicja i Lodomeria we Lwowie w latach 1899-1905 przez okres dwóch kadencji (ponownie wybrany w 1902). W tym czasie w czerwcu 1899 otrzymał jurysdykcję w archidiecezji lwowskiej. Również w 1899 powołał konwent franciszkanów w Jaśle, gdzie 31 grudnia 1904 został poświęcony wybudowany tam kościół. Później przez dziewięć lat posługiwał w Czyszkach. Przyczynił się do założenia tam Kasy Raiffeisena, kołka rolniczego, domu ludowego. W 1906 na łamach „Kurjera Lwowskiego” informowano o negatywnym stosunku o. Chmury do koła im. Tadeusza Kościuszki TSL w Czyszkach i zwalczaniu tegoż. Pod koniec lipca 1914 odbyło się w Czyszkach uroczyste pożegnanie o. Chmury, który z uwagi na wiek przenosił się na stałe do Sanoka. Od tego czasu do końca życia przebywał w tamtejszym klasztorze franciszkanów.
Zmarł 30 marca 1935 w Sanoku w wieku 88 lat i w 63 roku kapłaństwa.